# Ariztía
Ariztía es un trío chileno de música pop en sus varios registros, formado en Santiago en 1990, integrado por los hermanos Soledad, José Ignacio y Rosario Ariztía Reyes. 

## Historia
Su disco debut, Ariztía (1992), les reportó los primeros éxitos radiales, "No te olvido" y "No es mi culpa", entre diez canciones de destacados autores. 
Para fines de 1992, su álbum debut se convirtió en éxito de ventas con estatus de Oro y Platino, y fueron nombrados la revelación del año por la Asociación de Periodistas de Espectáculos de su país. Su música fue incluida en bandas sonoras de importantes telenovelas.
Desde sus inicios, Ariztía motivó planes internacionales en su sello grabador. Apenas lanzado el primer disco, Sony anunció la edición de su música en Sudamérica, México y los Estados Unidos, al tiempo que la revista "Billboard" publicaba reseñas del trío.
Sin límite (1994), su segundo disco de estudio aumentó esa expectativa. Fue grabado en Miami con el productor Ricardo Eddie Martínez. Fue lanzado en siete países además de Chile, Argentina, Colombia, Venezuela, Puerto Rico, Costa Rica, México y los Estados Unidos, y en septiembre de ese año, el trío inició una gira de promoción por Argentina, Puerto Rico, Costa Rica, República Dominicana y los Estados Unidos. Fue también éxito de ventas, premiado con disco de oro y Platino.
Publicaron su tercer disco, Cielos Vacíos en 1996. Grabado de nuevo en Miami, ocho de las diez canciones eran del propio José Ignacio Ariztía y un sonido pop rock sustituía a las baladas de los primeros discos. La canción "A veces me parece" fue una de sus canciones más internacionales. 
En 1997 el grupo visitó cinco veces Perú y Bolivia, donde consiguió nuevamente, discos de Oro y Platino por las ventas del nuevo álbum, una marca que no lograron inmediatamente en Chile.
En 1998 el trío Ariztía actuó en el show del Festival de Viña del Mar con un récord histórico de audiencia televisiva, para anunciar a los pocos meses, su receso de los escenarios. 
Ariztía no volvió a cantar públicamente hasta 2008, cuando presentaron a radios el sencillo "Humano" como parte de un nuevo material para Sony Music, e iniciaron una gira tras diez años de pausa.
En 2013, Ariztía lanza “El Rastro De Los Cinco Sentidos” su cuarto álbum de estudio, grabado entre México, Miami y Santiago de Chile donde participan destacados músicos.
En 2017, Ariztía celebró en Chile sus 25 Años de Música con una gira nacional que incluyó más de 7 ciudades incluida la capital Santiago.
En 2018, el trío de hermanos realizó una nueva gira de conciertos titulada "Llegas Sin Aviso Tour", nombre de su último sencillo estrenado esos días.

## Discografía
- 1992 - Ariztía
- 1994 - Sin límite
- 1996 - Cielos vacíos
- 1999 - El legado de Ariztía
- 2008 - Humano / Solo éxitos
- 2013 - El rastro de los cinco sentidos

- Datos: Q5704265